# 斯雷布爾內湖
50°45′27″N 18°04′32″E / 50.75750°N 18.07556°E

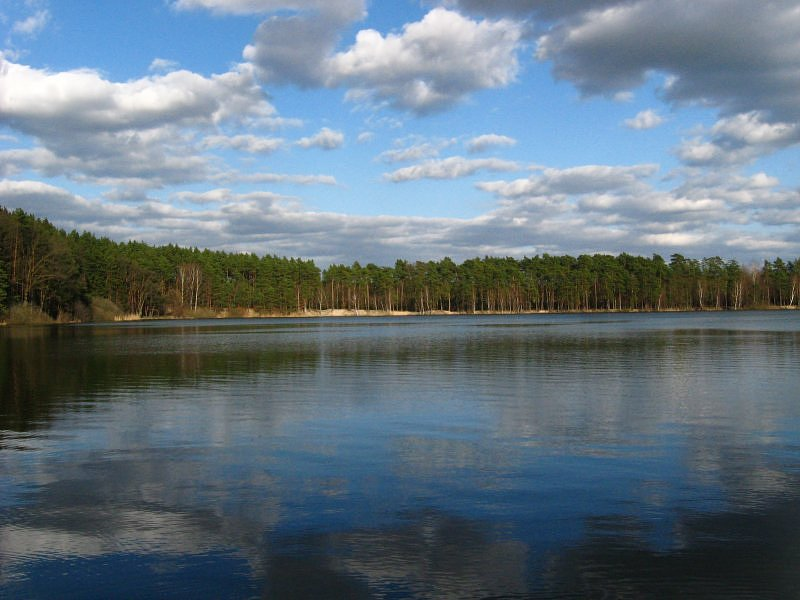

斯雷布爾內湖是波蘭的湖泊，位於該國南部，處於奧波萊省，距離圖拉瓦湖2公里，面積12平方公里，平均水深9米，最大水深17米，蓄水量352萬立方米。